# Breaking nos Jogos Olímpicos de Verão de 2024 - B-Boys
A competição para B-Boys do breaking nos Jogos Olímpicos de Verão de 2024 ocorreu em 10 de agosto de 2024 na Praça da Concórdia, em Paris. Um total de 16 breakdancers de 12 Comitês Olímpicos Nacionais (CON) participaram do evento.

## Qualificação
Um total de 16 vagas estavam disponíveis para breakdancers qualificados para competir no evento para b-boys. Os Comitês Olímpicos Nacionais poderiam inscrever no máximo dois competidores.

## Formato
A competição começou com uma fase de grupos, onde os 16 competidores foram divididos em quatro grupos e dançaram contra os outros em seu grupo por um minuto cada. Os dois melhores de cada grupo avançaram para a fase eliminatória, onde os breakdancers foram eliminados da competição após perderem seus respectivos duelos.
Para determinar o vencedor do duelo, um painel de nove juízes pontuaram cada batalha com base em cinco critérios, cada um valendo um quinto do ponto máximo. Os critérios foram:
- Técnica: a execução correta dos movimentos, bem como atletismo, controle corporal, dinâmica, controle de espaço, forma, linhas e movimento.[5]
- Vocabulário: o número e a variedade de movimentos. Uma pontuação alta requer um conjunto diversificado de movimentos em várias posições. Os movimentos são agrupados em toprock (elementos de dança executados em pé), downrock (girar no chão, combinado com movimento de pés, quedas e transições) e freeze (uma parada em uma posição acrobática).[5]
- Execução: a execução limpa dos movimentos e a distinção dos movimentos entre si para que eles fluam, mas não se misturem, uns aos outros.[5]
- Musicalidade: quão bem o breakdancer reage e expressa a música, que é fornecida por um DJ da equipe do torneio e não é conhecida pelos competidores antes dos duelos.[5]
- Originalidade: como o breakdancer "impressiona" o público com sua dança.[5]

## Calendário
Horário local (UTC+2)
| Data                 | Hora  | Rodada         |
| -------------------- | ----- | -------------- |
| 10 de agosto de 2024 | 16:00 | Fase de grupos |
| 10 de agosto de 2024 | 20:00 | Fase final     |

## Medalhistas
| Ouro   | CAN Philip Kim "Phil Wizard" |
| Prata  | FRA Danis Civil "Dany Dann"  |
| Bronze | USA Victor Montalvo "Victor" |

## Resultados

### Fase de grupos
Os dois primeiros de cada grupo avançaram para as quartas de final.

#### Grupo A
| Pos. | Breakdancer       | Apelido   | CON                | Rodadas | Votos | Notas |
| ---- | ----------------- | --------- | ------------------ | ------- | ----- | ----- |
| 1    | Victor Montalvo   | Victor    | USA Estados Unidos | 5       | 35    | Q     |
| 2    | Shigeyuki Nakarai | Shigekix  | JPN Japão          | 4       | 38    | Q     |
| 3    | Qi Xiangyu        | Lithe-ing | CHN China          | 3       | 27    |       |
| 4    | Hiroto Ono        | Hiro10    | JPN Japão          | 0       | 8     |       |

#### Grupo B
| Pos. | Breakdancer     | Apelido     | CON           | Rodadas | Votos | Notas |
| ---- | --------------- | ----------- | ------------- | ------- | ----- | ----- |
| 1    | Philip Kim      | Phil Wizard | CAN Canadá    | 5       | 40    | Q     |
| 2    | Danis Civil     | Dany Dann   | FRA França    | 4       | 37    | Q     |
| 3    | Oleg Kuznietsov | Kuzya       | UKR Ucrânia   | 3       | 29    |       |
| 4    | Jeffrey Dunne   | J Attack    | AUS Austrália | 0       | 2     |       |

#### Grupo C
| Pos. | Breakdancer      | Apelido | CON                | Rodadas | Votos | Notas |
| ---- | ---------------- | ------- | ------------------ | ------- | ----- | ----- |
| 1    | Jeffrey Louis    | Jeffro  | USA Estados Unidos | 5       | 37    | Q     |
| 2    | Lee-Lou Demierre | Lee     | NED Países Baixos  | 4       | 29    | Q     |
| 3    | Kim Hong-yul     | Hongten | KOR Coreia do Sul  | 2       | 27    |       |
| 4    | Gaetan Alin      | Lagaet  | FRA França         | 1       | 15    |       |

#### Grupo D
| Pos. | Breakdancer    | Apelido | CON               | Rodadas | Votos | Notas |
| ---- | -------------- | ------- | ----------------- | ------- | ----- | ----- |
| 1    | Menno van Gorp | Menno   | NED Países Baixos | 6       | 49    | Q     |
| 2    | Amir Zakirov   | Amir    | KAZ Cazaquistão   | 4       | 29    | Q     |
| 3    | Sun Chen       | Quake   | TPE Taipé Chinês  | 2       | 26    |       |
| 4    | Bilal Mallakh  | Billy   | MAR Marrocos      | 0       | 4     |       |

### Fase final
Os vencedores de cada eliminatória avançaram até a definição dos medalhistas.
|  | Quartas de final | Quartas de final |               |        | Semifinal           | Semifinal           |  |  | Final | Final |
|  |                  |                  |               |        |                     |                     |  |  |       |       |
|  | 10 de agosto     |                  |               |        |                     |                     |  |  |       |       |
|  |                  |                  |               |        |                     |                     |  |  |       |       |
|  | FRA Dany Dann    | 2 (14)           |               |        |                     |                     |  |  |       |       |
|  | FRA Dany Dann    | 2 (14)           | 10 de agosto  |        |                     |                     |  |  |       |       |
|  | USA Jeffro       | 1 (13)           |               |        |                     |                     |  |  |       |       |
|  | USA Jeffro       | 1 (13)           | FRA Dany Dann | 2 (15) |                     |                     |  |  |       |       |
|  | 10 de agosto     |                  | FRA Dany Dann | 2 (15) |                     |                     |  |  |       |       |
|  |                  | USA Victor       | 1 (12)        |        |                     |                     |  |  |       |       |
|  | USA Victor       | USA Victor       | 1 (12)        | 3 (24) |                     |                     |  |  |       |       |
|  | USA Victor       |                  | 10 de agosto  | 3 (24) |                     |                     |  |  |       |       |
|  | KAZ Amir         | 0 (3)            |               |        |                     |                     |  |  |       |       |
|  | KAZ Amir         | 0 (3)            | FRA Dany Dann | 0 (4)  |                     |                     |  |  |       |       |
|  | 10 de agosto     |                  | FRA Dany Dann | 0 (4)  |                     |                     |  |  |       |       |
|  |                  | CAN Phil Wizard  | 3 (23)        |        |                     |                     |  |  |       |       |
|  | JPN Shigekix     | CAN Phil Wizard  | 3 (23)        | 3 (22) |                     |                     |  |  |       |       |
|  | JPN Shigekix     | 10 de agosto     |               | 3 (22) |                     |                     |  |  |       |       |
|  | NED Menno        | 0 (5)            |               |        |                     |                     |  |  |       |       |
|  | NED Menno        | 0 (5)            | JPN Shigekix  | 0 (10) |                     |                     |  |  |       |       |
|  | 10 de agosto     |                  | JPN Shigekix  | 0 (10) |                     |                     |  |  |       |       |
|  |                  | CAN Phil Wizard  | 3 (17)        |        | Disputa pelo bronze | Disputa pelo bronze |  |  |       |       |
|  | NED Lee          | CAN Phil Wizard  | 3 (17)        | 0 (8)  | Disputa pelo bronze | Disputa pelo bronze |  |  |       |       |
|  | NED Lee          |                  | 10 de agosto  | 0 (8)  |                     |                     |  |  |       |       |
|  | CAN Phil Wizard  | 3 (19)           |               |        |                     |                     |  |  |       |       |
|  | CAN Phil Wizard  | 3 (19)           | USA Victor    | 3 (20) |                     |                     |  |  |       |       |
|  |                  |                  |               |        |                     |                     |  |  |       |       |
|  | JPN Shigekix     | 0 (7)            |               |        |                     |                     |  |  |       |       |
|  | JPN Shigekix     | 0 (7)            |               |        |                     |                     |  |  |       |       |